# Hochfeld
Hochfeld este un oraș din Namibia, aflat la 135 km nord-est deOkahandja. Numele localității provine din limba germană și înseamnă „câmp înalt”.